# Bensekrane
Bensekrane là một đô thị thuộc tỉnh Tlemcen, Algérie. Dân số thời điểm năm 2002 là 13.288 người.